# Мадерна, Бруно
Бруно Мадерна (итал. Bruno Maderna, 21 апреля 1920, Венеция — 13 ноября 1973, Дармштадт) — итальянский и немецкий композитор и дирижёр.

## Биография
«Чудо-ребёнок», в 4-летнем возрасте учился игре на скрипке, в восемь лет дирижировал оркестрами миланского театра Ла Скала и веронской Арены. Продолжал обучение музыке в Милане, Венеции, Риме, где закончил в 1940 Академию Святой Цецилии. Обучался композиции у Джанфранческо Малипьеро, дирижёрскому искусству — у Германа Шерхена.
Во время Второй мировой войны участвовал в партизанском движении, был в концлагере. В 1947—1950 преподавал композицию в Венеции, в его классе занимался Луиджи Ноно. Карл Амадеус Хартманн пригласил его дирижировать концертом на фестивале «Musica Viva» в Мюнхене, с этого времени начинается международная слава Мадерны как дирижёра, он дирижировал сочинениями Пёрселла, Вагнера, Дебюсси, Равеля.
В 1951 в Дармштадтской международной летней школе новой музыки познакомился с Мессианом, Булезом, Штокхаузеном, Кейджем. Вместе с Лучано Берио в 1955 основал Студию музыкальной фонологии Итальянского радио и телевидения. В 1957—1958 преподавал додекафонную технику в Миланской консерватории.
С 1963 — гражданин ФРГ. В 1967—1970 руководил Зальцбургским Моцартеумом, в 1971—1972 — директор Тэнглвудского музыкального центра (Массачусетс). Умер, работая над постановкой оперы Дебюсси «Пеллеас и Мелисанда». Булез написал на его смерть «Ритуал памяти Бруно Мадерны» (1974), сочинения его памяти оставили также Лучано Берио, Франко Донатони и др.

## Сочинения
- Струнный квартет (1946)
- Реквием для солистов, хора и оркестра (1946)
- Серенада для 11 инструментов (1946, переработано 1954)
- Концерт для двух фортепиано и инструментального оркестра (1948)
- 3 греческие песни для флейты пикколо, сопрано и инструментального оркестра (1948)
- Вариации на тему B.A.C.H. для двух фортепиано (1949)
- Композиция № 1 для оркестра (1948—1949)
- Il mio cuore è nel sud, радиобаллада (1949)
- Композиция № 1 для оркестра (1950)
- Штудии на тему «Процесса» Кафки для чтеца, сопрано и расширенного оркестра (1950)
- Импровизация № 1 для оркестра (1951—1952)
- Musica su due dimensioni (1952)
- Импровизация № 2 для оркестра (1953)
- Концерт для флейты (1954)
- Композиция в трех частях для оркестра (1954)
- Струнный квартет в двух частях (1955)
- Ноктюрн, электронная композиция (1956)
- Dark rapture crawl для оркестра (1957)
- Syntaxis, электронная композиция (1957)
- Continuo, электронная композиция (1957)
- Серенада для 13 инструментов (1957)
- Концерт для фортепиано с оркестром (1959)
- Серенада III (1961)
- Серенада IV (1961)
- Концерт для гобоя и камерного ансамбля (1962)
- Дон Перлимплин, радиоопера по пьесе Ф. Гарсиа Лорки (1962)
- Dimensioni III для оркестра и флейты (1963—1965)
- Арии для сопрано, флейты и оркестра на текст Ф. Гёльдерлина (1964)
- Dimensioni IV для флейты и камерного ансамбля (1964)
- Hyperion. Lirica in forma di spettacolo, опера на тексты Гёльдерлина (1964)
- Stele per Diotima для оркестра (1965)
- Aulodia per Lothar для флейты и гитары ad libitum (1965)
- Amanda для камерного оркестра (1966)
- Widmung для скрипки соло (1967)
- Второй концерт для гобоя (1967)
- Hyperion en het Geweld, опера по либретто Хьюго Клауса (1968)
- Quadrivium для четырёх ударников и 4 оркестровых групп (1969)
- From A to Z, музыка для телевизионной оперы (1969)
- Ritratto di Erasmo, радиодрама (1969)
- Концерт для скрипки (1969)
- Serenata per un satellite (1969)
- Большая авлодия для флейты, гобоя и оркестра (1970)
- Tempo libero для магнитофона (1971—1972)
- Juilliard Serenade (= Tempo libero II) для оркестра и магнитофона (1971)
- Viola для альта (1971)
- Y Dispués для гитары (1971)
- Диалодия для двух скрипок (1971)
- Solo для мюзетты, гобоя, гобоя д’амур и английского рожка (1971)
- Pièce pour Ivry для скрипки (1971)
- Ausstrahlung для женского голоса, флейты, гобоя, расширенного оркестра и магнитофона (1971)
- Диалодия для двух флейт, двух гобоев и расширенного инструментального состава (1972)
- Venetian Journal для тенора, инструментального ансамбля и магнитофона на текст Джеймса Босуэлла (1972)
- Aura для оркестра (1972)
- Biogramma для расширенного оркестра (1972)
- Giardino religioso для маленького оркестра (1972)
- Ständchen für Tini для скрипки и альта (1972)
- Ages. Радиоинвенция для солистов, хора и оркестра на слова Шекспира (1973)
- Satyrikon, одноактная опера по книге Петрония (1973)
- Третий концерт для гобоя (1973)